# Hoa hậu Hoàn vũ 1978
Hoa hậu Hoàn vũ 1978 là cuộc thi Hoa hậu Hoàn vũ lần thứ 27 được tổ chức tại Acapulco, Mexico. Người chiến thắng của cuộc thi là Margaret Gardiner, hoa hậu Nam Phi.

## Kết quả

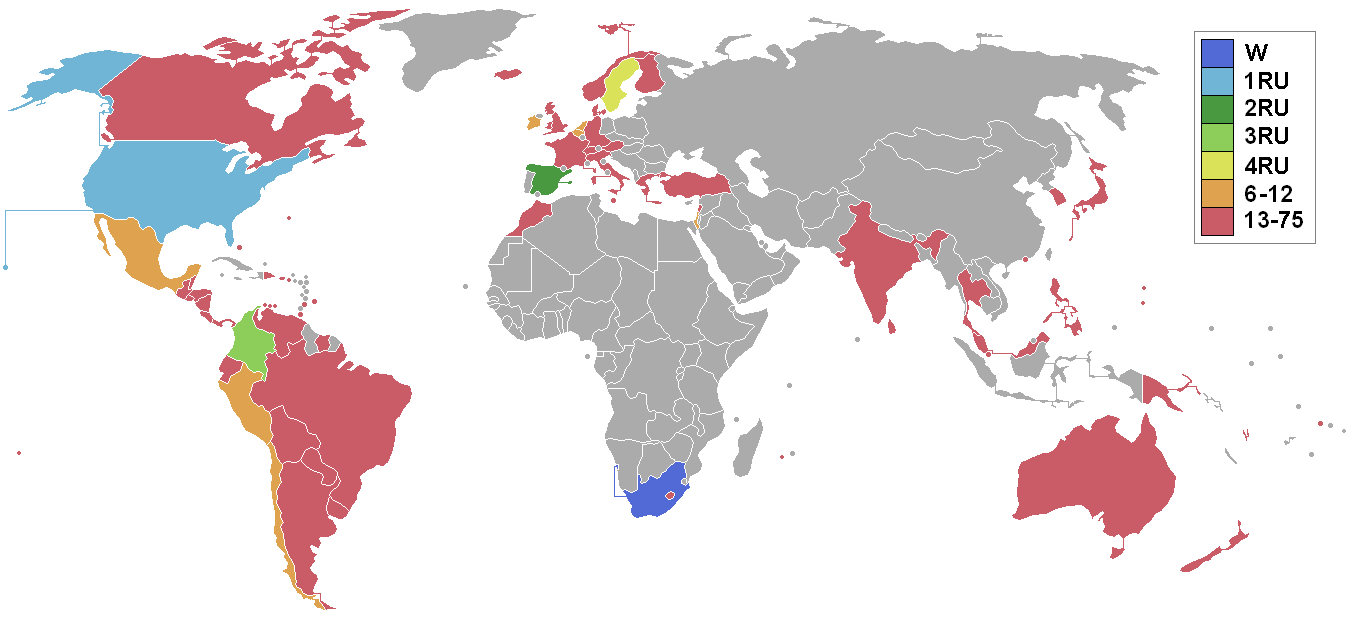
Các quốc gia và vùng lãnh thổ tham dự cuộc thi và kết quả.

### Thứ hạng
| Kết quả              | Thí sinh |
| -------------------- | --- |
| Hoa hậu Hoàn vũ 1978 | - Nam Phi – Margaret Gardiner |
| Á hậu 1              | - Hoa Kỳ – Judi Andersen |
| Á hậu 2              | - Tây Ban Nha – Guillermina Ruiz Domenech |
| Á hậu 3              | - Colombia – Shirley Saenz Starnes |
| Á hậu 4              | - Thụy Điển – Cécilia Rodhe |
| Top 12               | - Bỉ – Françoise Moens - Chile – Marianne Müller Prieto - Hà Lan – Karen Gustafsson - Ireland – Lorraine Enriquez - Israel – Dorit Jellinek - Mexico – Alba Margarita Cervera Lavat - Perú – Olga Zumaran Tapullima |

### Thứ tự gọi tên
| 1. Ireland 2. Nam Phi 3. Israel 4. Tây Ban Nha 5. Hà Lan 6. Mexico 7. Thụy Điển 8. Hoa Kỳ 9. Colombia 10. Bỉ 11. Peru 12. Chile | 1. Nam Phi 2. Tây Ban Nha 3. Thụy Điển 4. Hoa Kỳ 5. Colombia |

## Các giải thưởng đặc biệt
| Giải thưởng                 | Thí sinh                            |
| --------------------------- | ----------------------------------- |
| Hoa hậu Ảnh                 | - Costa Rica – Maribel Fernández    |
| Hoa hậu Thân thiện          | - Trinidad và Tobago – Sophia Titus |
| Hoa hậu cá tính             | - Aruba – Margarita Tromp           |
| Trang phục dân tộc đẹp nhất | - Ấn Độ – Alamjeet Kaur Chauhan     |

## Hội đồng giám khảo
Những người nổi tiếng sau đây đã làm giám khảo trong vòng chung kết:
- Christiane Martel – Hoa hậu Hoàn vũ 1953 đến từ Pháp
- Dewi Sukarno - Nhà hoạt động xã hội Nhật Bản và cựu đệ nhất phu nhân Indonesia
- David Merrick - Nhà sản xuất sân khấu người Mỹ từng đoạt giải Tony
- Line Renaud - Ca sĩ và diễn viên người Pháp
- Miloš Forman - Đạo diễn phim người Tiệp Khắc
- Ursula Andress - Nữ diễn viên Thụy Sĩ và biểu tượng gợi cảm của những năm 1960
- Melba Moore - Ca sĩ người Mỹ
- Roberto Cavalli - Nhà thiết kế thời trang người Ý
- Wilhelmina Cooper - Người sáng lập Wilhelmina Models
- Anna Moffo - Ca sĩ opera người Mỹ
- Mario Moreno "Cantinflas" - Diễn viên hài kịch, sân khấu và điện ảnh Mexico

### Chung kết
| Quốc gia/Vùng lãnh thổ | Phỏng vấn  | Áo tắm     | Dạ hội     | Điểm trung bình |
| ---------------------- | ---------- | ---------- | ---------- | --------------- |
| Nam Phi                | 6.791 (3)  | 6.590 (4)  | 6.373 (5)  | 6.584 (4)       |
| Hoa Kỳ                 | 8.155 (1)  | 7.855 (1)  | 7.482 (2)  | 7.830 (1)       |
| Tây Ban Nha            | 6.500 (5)  | 6.870 (3)  | 7.545 (1)  | 6.971 (3)       |
| Colombia               | 6.645 (4)  | 6.282 (6)  | 6.545 (4)  | 6.490 (5)       |
| Thụy Điển              | 7.518 (2)  | 7.300 (2)  | 7.355 (3)  | 7.391 (2)       |
| Bỉ                     | 6.230 (6)  | 6.364 (5)  | 5.709 (6)  | 6.101 (6)       |
| Chile                  | 5.073 (9)  | 5.064 (7)  | 4.536 (9)  | 4.891 (7)       |
| Israel                 | 5.260 (8)  | 4.280 (8)  | 4.945 (7)  | 4.828 (8)       |
| Mexico                 | 5.320 (7)  | 3.260 (11) | 4.145 (10) | 4.241 (9)       |
| Ireland                | 3.889 (12) | 3.800 (9)  | 4.756 (8)  | 4.148 (10)      |
| Perú                   | 4.422 (10) | 3.718 (10) | 3.573 (11) | 3.904 (11)      |
| Hà Lan                 | 3.911 (11) | 2.890 (12) | 3.573 (11) | 3.458 (12)      |

## Thí sinh tham gia
| - Argentina – Delia Stella Maris Muñoz - Aruba – Margarita Marieta Tromp - Úc – Beverly Frances Pinder - Áo – Doris Elizabeth Anwander - Bahamas – Dulcie Louise Millings - Barbados – Judy Margot Miller - Bỉ – Françoise Hélène Julia Moens - Belize – Christina Margarita Ysaguirre - Bermuda – Madeline Francine Joell - Bolivia – Raquel Roca Kuikanaga - Bonaire – Corinne Rosseley Hernandez - Brazil – Suzana Araújo dos Santos - Canada – Andrea Leslie Eng - Chile – Marianne Müller Prieto - Colombia – Mary Shirley Sáenz Starnes - Costa Rica – Maribel Fernández García - Curaçao – Solange Abigail de Castro - Đan Mạch – Anita Heske - Cộng hòa Dominica – Raquel Josefina Jacobo Jaar - Ecuador – Mabel Ceballos Sangster - El Salvador – Iris Ivette Mazorra Castro - Anh – Beverly Isherwood - Phần Lan – Seija Kaarina Paakkola - Pháp – Brigitte Konjovic - Đức – Eva Marie Gabrielle Gottschalk - Hy Lạp – Marieta Kountouraki - Guam – Mary Lois Sampson - Guatemala – Claudia María Iriarte - Hà Lan – Karen Ingrid Gustafsson - Honduras – Olimpia Velásquez Medina - Hồng Kông – Trần Văn Ngọc - Iceland – Anna Björk Edwards - Ấn Độ – Alamjeet Kaur Chauhan - Ireland – Lorraine Bernadette Enriquez - Israel – Dorit Jellinek - Ý – Andreina Mazzoti - Nhật Bản – Hisako Manda - Hàn Quốc – Jung-eun Shon | - Liban – Reine Antoine Semaan - Lesotho – Joan Libuseng Khoali - Malaysia – Yasmin Yusoff - Malta – Pauline Lewise Farrugia - Mexico – Alba Margarita Cervera Lavat - Maroc – Majida Tazi - Tân Hebrides – Christine Spooner - New Zealand – Jane Simmonds - Nicaragua – Claudia Herrera Cortés - Quần đảo Bắc Mariana – Julias Salas Concepción - Na Uy – Jeanette Aarum - Panama – Diana Leticia Conte Vergara - Papua New Guinea – Angelyn Muta Tukana - Paraguay – Rosa María Duarte Melgarejo - Perú – Olga Roxana Zumarán Tapullima - Philippines – Jennifer Mitschek Cortez - Puerto Rico – Ada Cecilia Flores Perkins † - Réunion – Evelyn Pongerand - Saint Vincent – Gailene Collin - Samoa thuộc Mỹ – Palepa Sio Tauliili - Scotland – Angela Mary Kate McLeod - Singapore – Annie Mei Ling Lee - Nam Phi – Margaret Gardiner - Tây Ban Nha – Guillermina Ruiz Domenech - Sri Lanka – Dlirukshi Wimalasooriya - Suriname – Garrance Harriette Rustwijk - Thụy Điển – Cecilia Rhode - Thụy Sĩ – Sylvia von Arx - Tahiti – Pascaline Tumia Teriireoo - Thái Lan – Pornpit Sakornujit - Trinidad và Tobago – Sophia Titus - Thổ Nhĩ Kỳ – Billur Lutfiye Bingol - Uruguay – María del Carmen da Rosa - Hoa Kỳ – Judi Lois Andersen - Venezuela – Marisol Alfonzo - Quần đảo Virgin (Mỹ) – Barbara Henderson - Wales – Elizabeth Ann Jones |

## Chú ý

### Lần đầu tham gia
- Lesotho
- Tân Hebrides

### Trở lại
- Lần cuối tham gia vào năm 1964:
  -  Saint Vincent
- Lần cuối tham gia vào năm 1969:
  -  Bonaire
- Lần cuối tham gia vào năm 1975:
  -  Maroc
- Lần cuối tham gia vào năm 1976:
  -  Guatemala
  -  Thổ Nhĩ Kỳ

### Bỏ cuộc
- Antigua – Nadine Defraites
- Quần đảo Virgin (Anh)
- Guyane thuộc Pháp
- Guadeloupe – Mlue Debor
- Haiti
- Indonesia
- Liberia
- Mauritius – Maria Ingrid Desmarais
- Saint Kitts
- Saint Lucia
- Sint Maarten
- Nam Tư

### Không tham gia
- Grenada – Margaret Prudome
- Martinique – Catherine Marlin